# Tounj
Tounj es un municipio de Croacia en el condado de Karlovac.

## Geografía
Se encuentra a una altitud de 244 m s. n. m. a 111 km de la capital nacional, Zagreb.

## Demografía
En el censo 2011, el total de población del municipio fue de 1150 habitantes, distribuidos en las siguientes localidades:
- Gerovo Tounjsko  - 55
- Kamenica Skradnička  - 266
- Potok Tounjski  - 71
- Rebrovići  - 184
- Tounj  - 346
- Tržić Tounjski  - 18
- Zdenac - 210

| Gráfica de población de Tounj 1857-2011                             |
|                                                                     |
| Según los censos de población de la oficina estadística de Croacia. |